# John Miesel
John Miesel (Grosse Pointe, 10 febbraio 1883 – 4 ottobre 1948) è stato un ginnasta e multiplista statunitense, conosciuto anche col nome di John Messel.

## Carriera
Messel partecipò ai Giochi olimpici di Saint Louis 1904 nelle gare di triathlon e ginnastica. Giunse dodicesimo nel concorso a squadre, centoquattordicesimo nel concorso generale individuale, centoottesimo nel triathlon e centonovesimo nel concorso a tre eventi.